# Porto Badisco
mentre il porto rimane nascosto.»
(Virgilio, Eneide (III, 552))
Porto Badisco è una località balneare situata nel territorio del comune di Otranto, in provincia di Lecce.

## Geografia
Meta turistica di notevole interesse storico-paesaggistico, si affaccia sul mar Adriatico e dista meno di 8 km da Otranto, 37 km da Lecce, 8 km da Santa Cesarea Terme e 15 km da Castro.
La località è rinomata soprattutto per la tradizione culinaria dei ricci marini.

## L'approdo di Enea in Italia
Secondo un'interpretazione ricorrente fu Badisco il primo approdo di Enea, descritto nell'Eneide di Virgilio: l'eroe vi avrebbe fatto scalo nel suo viaggio in Italia dopo la fuga da Troia. Tuttavia i riferimenti letterali del III canto dell'Eneide fanno riferimento a un posto ben popolato, con un tempio dedicato a Minerva frigia posto molto in alto rispetto alla costa e con un porto ad arco difeso da uno scoglio, elementi che spingono a ricollegare il luogo descritto nell'opera virgiliana a quella del porticciolo romano di Castro, ove è documentato il culto della dea Minerva e le origini cretesi (sospettose genti) della fondazione della città dello sbarco.
A conferma di questa versione, nel luglio 2015 a Castro un gruppo di archeologi guidati da Amedeo Galati ha rinvenuto una statua mutila femminile di grandi dimensioni: l'opera è databile presumibilmente al IV secolo a.C. e potrebbe raffigurare la dea Minerva, confermando così le ipotesi degli scopritori del reperto, anche se la veste con corto gonnellino farebbe supporre che si tratti di un'Artemide. Custodita a tre metri dal sottosuolo del centro di Castro, la statua è sprovvista della testa e di altri dettagli anatomici, ma riporta eccezionali tracce di rosso porpora. Gli archeologi hanno rinvenuto anche la falange di un dito e un braccio e si spera di poter scoprire con il tempo anche gli altri elementi mancanti. Se si riuscisse a ricomporla, la statua risulterebbe alta almeno quattro metri.

## La Grotta dei Cervi
A Porto Badisco si trova inoltre la Grotta dei Cervi, che contiene importanti disegni realizzati con guano di pipistrello databili al Neolitico ed è caratterizzata da numerosi anfratti e calette di rara bellezza. In Direzione Santa Cesarea-Castro-Leuca, inoltre, si trova la cosiddetta "Grotta delle Striare", cioè grotta delle streghe, caratteristica per l'entrata attraversata in diagonale da una lingua di roccia.

## Il parco regionale
Dall'ottobre 2006 parte del territorio di Otranto rientra nel parco della costa di Otranto-Santa Maria di Leuca e del bosco di Tricase, istituito dalla regione Puglia allo scopo di salvaguardare la costa orientale del Salento, ricca di pregiati beni architettonici e di importanti specie animali e vegetali.